# Tundals vision

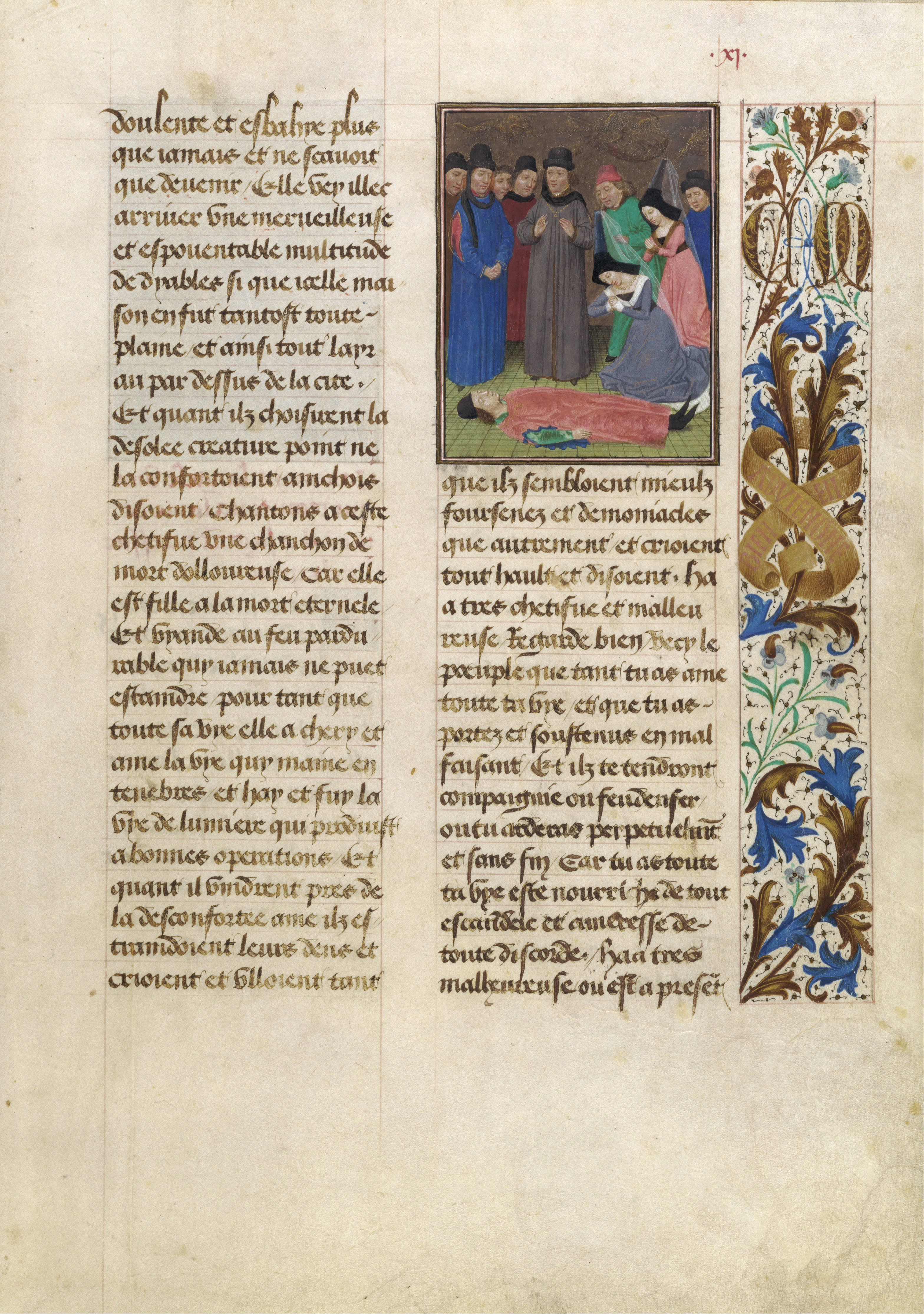
Tundal har fallit i dvala. Illustration av Simon Marmion,1400-talet.

Tundals vision, på latin Visio Tnugdali, är en medeltida religiös text om hur riddaren Tundals själ förs genom helvete och paradis, ledsagad av en ängel. Berättelsen skrevs på latin cirka 1150 av den irländske munken Marcus i tyska Regensburg. Den översattes till många språk och blev vida spridd i Europa.

## Bakgrund
Berättelser om resor är en viktig del av den medeltida irländska litteraturen. Den kanske mest kända är Sankt Brendans sjöfärd. Historier om livet efter detta har funnits i Europa sedan antiken. Skildringar av resor genom dödsriket är en genre som började utvecklas under senantiken. Berättelserna återspeglar hur man såg på livet efter detta under medeltiden. På 1100-talet blev temat vanligare i samband med korstågen till Det heliga landet. Genren fortsatte att vara mycket populär ända till början av 1500-talet.
Marcus, som skrev Visio Tnugdali, var en munk från provinsen Munster i Irland. Troligen tillhörde han Benediktinorden. Marcus skrev sin berättelse när han befann sig i staden Regensburg i Bayern. Dateringen av skriften är något osäker eftersom uppgifterna i texten är motstridiga, men ofta anges tillkomsten till år 1149.

## Berättelsen
Tundal är en skrytsam riddare från Cashel i Munster. Han tycker om denna världens goda men försummar kyrkan och de fattiga. Han är en tjuv. När han besöker staden Cork för att infordra en skuld blir han plötsligt sjuk och tappar medvetandet. Han verkar först vara död, men man känner att hjärtat fortfarande slår. Efter tre dygn vaknar han upp. Han tar nattvarden och lovar att hädanefter leva ett gudfruktigt liv. Därefter berättar han den syn hans själ såg när han eskorterades av en skyddsängel genom himmel och helvete.
Tundal ser syndare som plågas svårt och tvingas själv att genomlida hemska plågor. Han ser också de gudfruktigas underbara platser. Tron på en tydlig uppdelning mellan helvete, skärseld och paradis började att växa fram när Marcus skrev sin berättelse, men hade ännu inte fått fasta konturer. Ordet skärseld, purgatorium, nämns inte i Tundals vision. Det dödsrike Tundal ser är i stället indelat i olika platser och skiktat i olika nivåer. Han ser människor som redan är dömda att för evigt genomlida hemska kval. Det finns de som befinner sig i ett skärseldsliknande tillstånd. Deras lidande är också svårt men deras öde är ännu inte slutgiltigt avgjort av Gud. Tundals vision skiljer sig från andra verk i genren genom att straffen varierar efter vilka synder som begåtts. Den som inte gett allmosor får utstå hunger, den otuktige blir våldtagen av odjur. Slutligen finns helgon som redan kommit fram till paradiset. Dessa saliga är där ordnade efter merit.
Tundals vision ingår i en didaktisk genre som vill lära läsaren att leva ett gudfruktigt liv. Liksom andra verk i genren ligger fokus på avsnitten från helvete och ”skärseld”. Det har förklarats med att rädsla för straff är en starkare drivkraft än hopp om frälsning. En mer trivial förklaring är att skräckscener lättare fångar läsarna än idyll.

## Förebilder och influenser
Författaren Marcus kom från Irland. Riddaren Tundal ser sin vision i en stad i Irland. Ändå innehåller berättelsen få eller inga spår från irländsk eller keltisk folklore. Marcus har i stället hämtat sina bilder huvudsakligen från allmänkristen tradition. Man ser spår från Jobs bok, Daniels bok, Uppenbarelseboken och från bibelapokryfer. Man kan finna tydliga likheter med Plutarchos Thespesios vision och motsvarigheter i Vergilius Aeneiden.

### Exempel
Två sidor ur en fransk översättning av Visio Tnugdali från 1400-talet. Illustrationer av Simon Marmion (cirka 1425–1489).

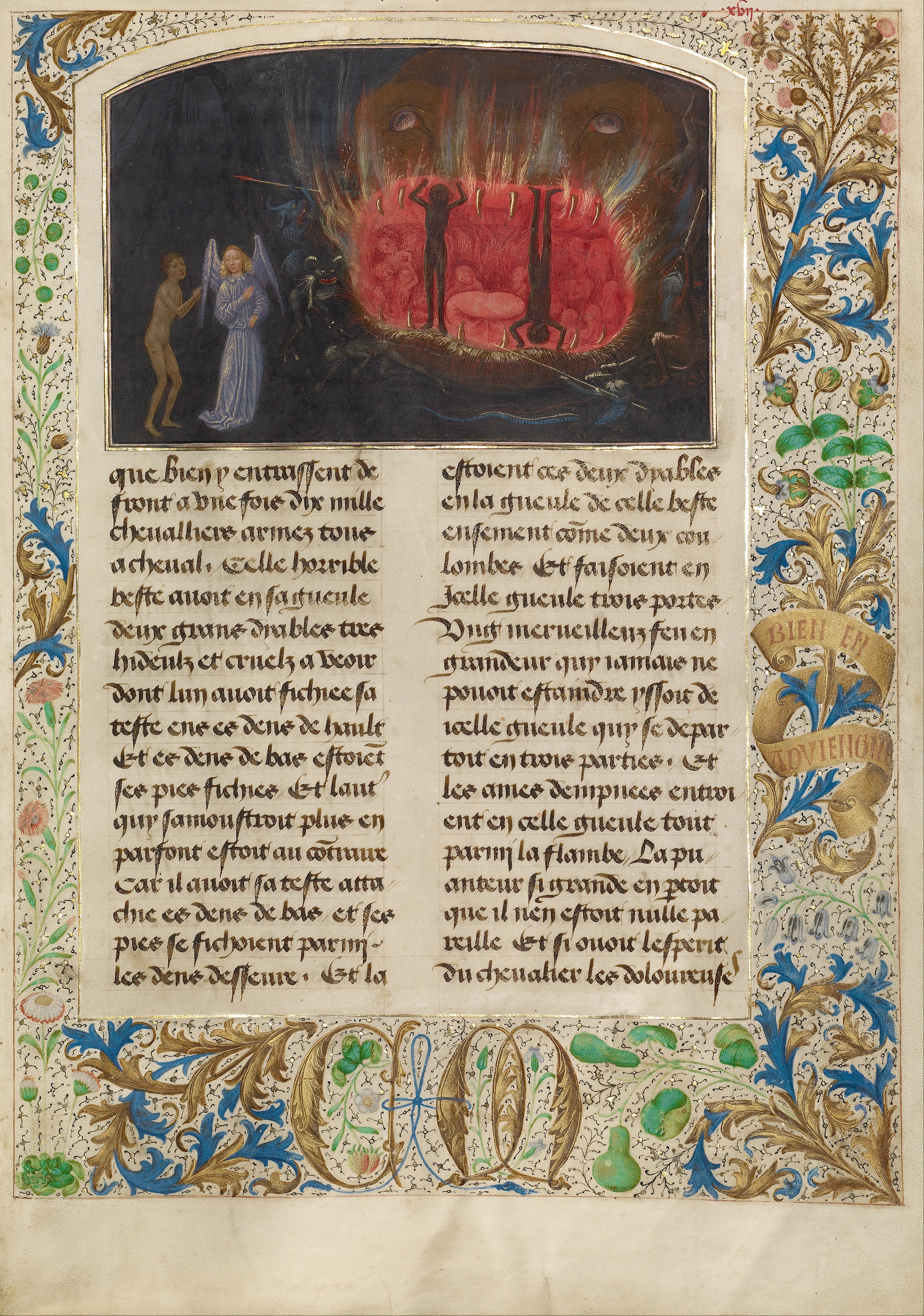

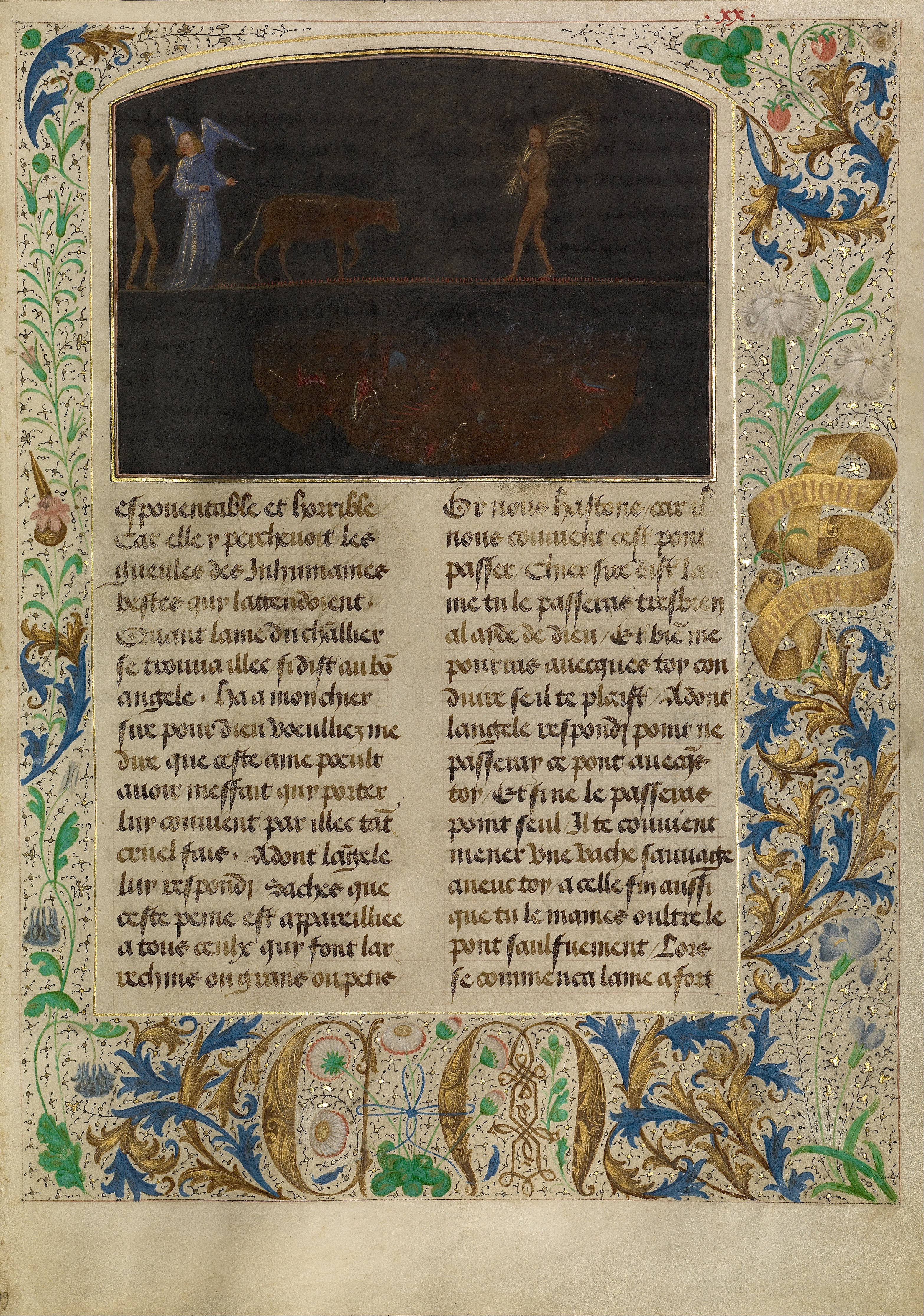

1. Skyddsängeln visar Tundal den gapande munnen på ett enormt stort monster, i vars buk syndare plågas. Munnen hålls öppen av två jättar, en av dem står uppochner. Ängeln berättar för Tundal att detta är straffet för de giriga, ett straff han själv måste genomlida. Lämnad ensam av sin guide, släpas Tundal genom odjuret av demoner. Han torteras av hundar, björnar, lejon, ormar och många andra varelser. Till slut befinner han sig utanför monstret utan att veta hur det gick till, och ängeln är där för att återuppliva och trösta honom.

Författaren kan ha hämtat motivet från Jobs bok, kap. 40-41 och Daniels bok, kap. 51.
2. Tundal tvingas leda en ko över en bro. Bron är tvåtusen steg lång men bara en handflata bred. Den är besatt med järnspikar som skär sönder fötterna på dem som passerar. Under bron finns en stormig sjö med skyhöga vågor och med rytande bestar som slukar syndare som fallit ner. Han och kon faller flera gånger ner i sjön och blir nästan vilddjurens byte. Han möter en gråtande själ som bär en sädeskärve. Detta är straffet för tjuvar, som lider i enlighet med allvaret i sitt brott. Tundal själv stal en gång en ko. De båda syndarna kan inte passera varandra men kan inte heller backa. Plötsligt, utan att Tundal förstår hur det gick till, har han kommit till andra sidan bron. Där väntar ängeln.
Författaren kan ha hämtat motivet från en av Nya testamentets apokryfer, Sankt Paulus vision. Liknande berättelser förekommer också inom muslimsk tradition.

## Verkets spridning
Tundals vision skrevs på latin. Den kom att översättas minst femton språk, kopior spreds flitigt i Europa under 1100-talet och den förblev mycket läst fram till 1500-talet. Idag är 154 manuskript på latin eller i översättning bevarade. Dantes Den gudomliga komedin kan ha varit influerad av Tundals vision, liksom det norska Draumkvedet.